# Villa Palombara
Villa Palombara era una residenza situata negli antichi Horti Lamiani nei pressi della moderna piazza Vittorio Emanuele II di Roma, nel rione Esquilino, della quale rimangono come uniche vestigia la cosiddetta Porta Magica, adiacente all'area.

## Storia

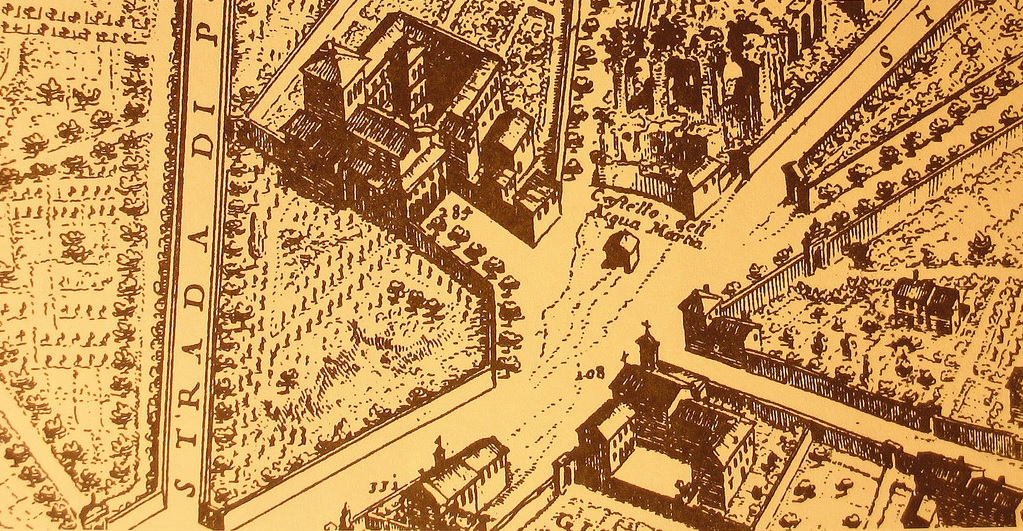
L'antica villa Palombara in una mappa incisa da Giovanni Battista Falda (1676).

Dimora di Massimiliano II Savelli, marchese di Palombara (1614-1685), era stata edificata da suo padre, Oddone, su un terreno acquistato nel 1620 dal duca Alessandro Sforza.
Massimiliano, uomo di vasta cultura e dedito ad interessi ermetici, vi fece costruire nel 1653 un proprio laboratorio seminterrato per i suoi esperimenti di alchimia, al quale si accedeva per un ingresso secondario che corrisponde all'attuale Porta Magica. La villa divenne così un circolo esoterico culturale, frequentato da vari personaggi tra cui la regina Cristina di Svezia, che allestì un suo gabinetto alchemico anche a palazzo Riario.
Fra gli altri esponenti della cultura dell'epoca che vi presero parte, si annoverano alchimisti e scienziati come ad esempio il gesuita Athanasius Kircher, col quale il marchese condivise la conoscenza di antiche dottrine egiziane, l'astronomo Giovanni Cassini, il medico milanese Giuseppe Francesco Borri, e il poeta pesarese Francesco Maria Santinelli.
A partire dal 1804 la villa fu acquisita dal principe Carlo della famiglia Massimo.
Lo storico ed archeologo romano Francesco Cancellieri la descrisse ampiamente nel 1806, riportando i testi delle preziosissime epigrafi che ancora vi si potevano leggere, e che in seguito andarono irrimediabilmente perdute.
Dello stato della villa nel 1840, a cui era stato aggiunto un nuovo piano superiore, è rimasto un affresco situato all'ultimo piano del palazzo del principe Leone Massimo.

### La demolizione
Dopo l'annessione di Roma al nuovo Regno d'Italia (1870), il palazzo fu espropriato e distrutto tra il 1882 e il 1887, insieme alle vicine villa Altieri e villa Astalli, per far posto alla costruzione della nuova piazza Vittorio Emanuele II.

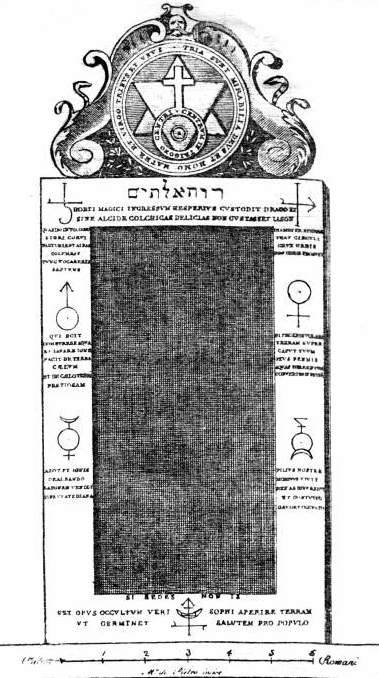
Incisione ottocentesca raffigurante la Porta Magica e i suoi simboli.

Sopravvisse solo la cosiddetta "Porta Magica", salvata presumibilmente per il suo alone di mistero e le curiosità leggendarie che alimentava. Fu sistemata nel giardino della piazza nel 1890, accanto a due statue prelevate dalle rovine del tempio di Serapide, raffiguranti il dio egizio Bes, alla stregua di due guardiani della soglia.
Durante i lavori, che hanno permesso l'identificazione del sito con quello degli antichi Horti Lamiani, furono recuperate molte rilevanti sculture di epoca romana appartenenti alla dimora, oggi conservate per lo più nei musei Capitolini, in quelli Vaticani, e a palazzo Massimo alle Terme, tra cui la più celebre è quella del Discobolo.

### La Porta Magica
La Porta Alchemica è l'unica sopravvissuta delle cinque porte della villa. Sull'arco di una di esse, situata sul lato opposto, vi era un'iscrizione che permette di datarla al 1680; vi erano inoltre altre quattro iscrizioni perdute sui muri della palazzina all'interno della villa.
Secondo una leggenda, questa porta sarebbe stata edificata come celebrazione di una riuscita trasmutazione avvenuta nel laboratorio di palazzo Riario.
Secondo quanto tramandato dall'erudito Francesco Girolamo Cancellieri, un pellegrino denominato stibeum, dal nome latino dell'antimonio, fu ospitato nel palazzo per una notte. Costui, identificabile con l'alchimista Giuseppe Francesco Borri, setacciò i giardini della villa alla ricerca di una misteriosa erba capace di produrre l'oro. Il mattino seguente fu visto scomparire per sempre attraverso la porta, ma lasciò dietro di sé alcune pagliuzze d'oro, frutto di una riuscita operazione alchemica, e una misteriosa carta piena di enigmi e simboli magici che doveva contenere il segreto della pietra filosofale.
Il marchese, dopo vari tentativi falliti di decifrare il contenuto del manoscritto, decise di renderlo pubblico facendolo incidere sulle cinque porte della villa e sui muri della magione con tutti i suoi simboli ed enigmi, nella speranza che un giorno qualcuno fosse riuscito a decifrarli.
La frase che contiene la formula magica è:
FILIVS NOSTER

MORTVVS VIVIT

REX AB IGNE REDIT

ET CONIVGIO

GAVDET OCCVLTO